# كورولتاي العالم الباشكيري
كورولتاي العالم الباشكيري ((بالبشكيرية: Бөтә донъя башҡорттары ҡоролтайы (конгресы))) - هو اتحاد دولي للمنظمات العامة، المصمم لمواجهة تحديات التوحيد والتنمية العرقية والثقافية وتجديد الباشكير. يقع مقره الرئيسي في باشكورستان بمدينة أوفا.

## الأهداف
1. الحفاظ على الهوية الثقافية للباشكير في ظل ظروف العولمة المتزايدة
2. الحفاظ على جودة تعليم لغة الباشكير وتحسينها
3. محاولات مواجهة تشويه تاريخ شعب الباشكير ودور الشخصيات البارزة
4. التعليم الروحي والأخلاقي والوطني للشباب
5. التكيف مع ممثلي المجتمع متعدد الأعراق الراسخ من الناس، الذين لم يسكنوا سابقا باشكورستان
6. تطوير التعاون الدولي في مجال السياسة الوطنية

## التاريخ
دأب البشكيريون على التجمع للكورولتاي أو للإييين لمناقشة معظم القضايا والحلول الهامة لمشاكل الضغط متجذرة في الماضي العميق. من الموثق أن الكورولتايين احتُجزوا في الفترة ما بين 1556-1557، عندما ناقشوا مسألة الانضمام الطوعي للباشكورستان إلى روسيا. بعد إبرام الاتفاق بشأن شروط الانضمام إلى روسيا، تمت الموافقة على نتائجها عند بولادة إييين.
عد سلسلة من الانتفاضات الباشكيرية، الذي تقرر في الغالب في كورولتاي، حظرت الحكومة القيصرية تجمعات إييين من أجل إنهاء الاضطرابات في باشكورستان.

## كورولتاي العالم الباشكيري الأول
انعقد كورولتاي العالم الباشكيري الأول في الفترة من 1 يونيو إلى 2 يونيو 1995 في اوفا. شارك حوالي 800 مندوب من باشكورستان و 28 كيانًا مكونًا للاتحاد الروسي و 19 دولة في العالم. عملت 10 أقسام. نوقشت مشاكل تعزيز دولة باشكورستان ودستورها، ومواضيع التنمية الاجتماعية والاقتصادية والسياسية والوطنية والثقافية لشعب باشكورتوستان وشعب الباشكير، وأخرى حول إقامة وتطوير العلاقات مع الباشكير الذين يعيشون خارج الجمهورية، إلخ. ووجهت نداءات إلى الأمة الباشكيرية، وشعوب جمهورية بيلاروسيا، ودول العالم، ومجلس الدولة - كورولتاي آر بي، الأمم المتحدة.

## كورولتاي العالم الباشكيري الثاني
تم عقد كورولاي العالم الثاني للباشكير في الفترة من 14 يونيو إلى 15 يونيو 2002 في أوفا. شارك حوالي 800 مندوب من بيلاروسيا و 33 كيانًا مكونًا للاتحاد الروسي و 19 دولة. عملت 12 أقسام. أشار القرار النهائي إلى مبادئ تطوير العلاقات الفيدرالية على أساس العلاقات الدستورية التعاقدية، وتعزيز العلاقات بين الأعراق والأديان، وتحسين قوانين جمهورية بيلاروسيا والاتحاد الروسي، إلخ. ووجهت نداءات إلى شعب الباشكير وشعوب باشكورتوستان ورئيس الاتحاد الروسي.

## كورولتاي العالم الباشكيري الثالث
اقيم كورولتاي العالم الباشكيري الثالث في الفترة من 10 يونيو إلى11 يونيو 2010 في أوفا. شارك حوالي 850 مندوبًا من بيلاروسيا و 35 كيانًا من الاتحاد الروسي و 18 دولة. كان هناك 12 قسمًا، بما في ذلك شباب كورولتاي، لأول مرة، حضره حوالي 1000 مندوب. نوقشت قضايا الفيدرالية في روسيا، واحتمالات مواصلة تطوير دولة باشكورستان، وتمت دراسة مهام إيجاد حلول للمشاكل في التعليم الوطني في الباشكير، في حماية وتطوير لغة الباشكيرية، وفي الديموغرافيا، وفي الحالة الاجتماعية والاقتصادية لسكان الجمهورية، ودراسة أخرى. تم استلام الرسائل إلى الأمة الباشكيرية وشعوب الجمهورية الأخرى، رئيس الاتحاد الروسي.

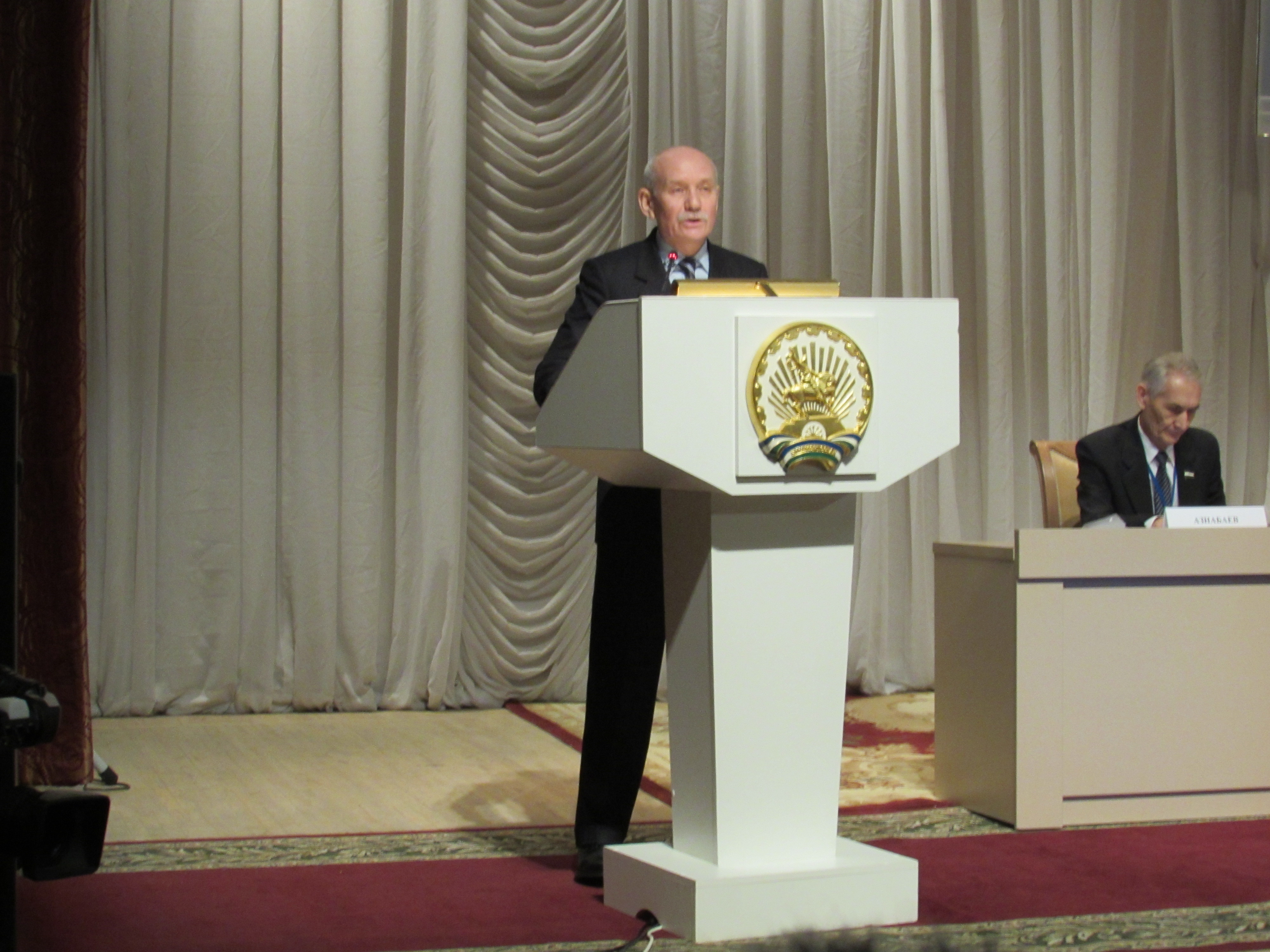
رئيس باشكورتوستان رستم خميتوف يخاطب كورولتاي العالم الباشكيري الرابع

## كورولتاي العالم الباشكيري الرابع
عُقد كورولتي كورولتاي العالم الباشكيري الرابع في 19-21 نوفمبر 2015 في أوفا. تم التأكيد بشكل خاص على أهمية ويكيبيديا الباشقورية في هذا الحدث.

## كورولتاي العالم الباشكيري الخامس
سيعقد العالم الخامس كورولتاي باشكير يومي 27 يونيو و 29 يونيو 2019. في اليوم الأول، الذي سيعقد في قاعة المؤتمرات في أوفا، سيتم اعتماد إستراتيجية التنمية لشعب الباشكير. ستعمل هناك ثمانية أقسام: إستراتيجية للحفاظ على لغة الباشكير وتطويرها، مفهوم التعليم الوطني، مدونة الباشكير الحديثة. صندوق دعم مشاريع بشكير الاجتماعية، برنامج لتوسيع مساحة باشكير الإعلامية، برنامج لتوسيع مساحة الباشكير الثقافية، برنامج تنمية ريادة الأعمال والتعاون، برنامج دعم الباشكيري ين الذين يعيشون خارج جمهورية بيلاروسيا.

## التدابير المتخذة
1. أيام بشير kutsltury في مدن ومناطق روسيا والعالم.
2. كونكورس «قرية واقعية» [4]

## الروابط
- الموقع الرسمي MSOO «كورولتاي العالم الباشكيري» نسخة محفوظة 10 يناير 2016 على موقع واي باك مشين.
- كورولاج باشكيرس
- كورولتاج في باشكورتوستان: موسوعة مختصرة نسخة محفوظة 16 أبريل 2013 at Archive.is
- العالم الباشكيري الثاني
- التاريخ vsebashkirskih kurultays